# ポンピングロス
ポンピングロス（吸排気損失）とは、内燃機関の吸気行程および排気行程に発生するエネルギー損失のこと。

## 概要
内燃機関は、ポンプのように空気を吸入し、また排気ガスを排出する。これはピストンが作動ガスに対する仕事であり、排気側圧力が吸気側圧力より高ければ負の仕事となり、損失となる。この損失をポンピングロスと言う。この損失を積極的に活用するのが、エンジンブレーキである。

## エンジンによる違い
多くのガソリンエンジンは、吸入空気量によって出力を制御するため、スロットルバルブを用いて吸気側圧力を調節する。よって部分負荷では吸気側圧力は常に排気側より低く、全負荷よりもポンピングロスが増加する。
出力調節にスロットルを用いないディーゼルエンジンでは、部分負荷でのポンピングロス増加は無い。ただし作動ガスが吸排気バルブを通過する時の通気抵抗は、ガソリンエンジンと同様に常に存在し、ポンピングロスを生じる。
ターボチャージャー付きエンジンで過給中においては、吸気側圧力が排気側圧力より高くなることが多く、その場合はロスではなく正の仕事となる。このときポンピングロスは存在しない状態（マイナス）と言え、ターボチャージャーが排熱回収機構として働いたと見なせる。

## ポンピングロス低減技術
ガソリンエンジンでは、同一出力でもスロットルバルブをより開ければポンピングロスが低減できる。排気再循環、リーンバーン、可変バルブ機構、気筒休止エンジン、ダウンサイジングコンセプト、がその為の主な技術である。リーンバーンエンジンは窒素酸化物（NOx）排出の問題から一時期姿を消していたが、近年市場復帰している。
またトランスミッション制御との組み合わせにより、ポンピングロスの大きいエンジン運転領域を避けるギア比を選択する技術も、一般的に使用されている。